# 兒説
兒 説（げい せつ、げい えつ、生没年不詳）は、中国戦国時代の思想家。姓は兒（倪、貎、げい）、字は説（せつ、えつ）。兒辯（げい べん）、兒辨などとも呼ばれる。宋の出身だが斉に行き、稷下の学士の一人となった。名家の学説「白馬非馬」を説いた。『韓非子』外儲説左上、『戦国策』斉策に登場する。

## 概要
白は色に名づけられた概念であり、馬は形に名づけられた概念であるからして、白馬は二つの概念であり、一つの概念である馬とは別物だ、という白馬非馬説を唱えた。それにより稷下の学士たちを屈服させた。白馬非馬説は他に公孫竜も唱えた。
当時、関所では馬に通行税をかけていた。兒説は白馬に乗っていけば通行税を取られない、と思って白馬に乗っていったが、役人が税を取ろうとした。そこで、兒説は白馬非馬説を唱えたが、役人の方が引かずに、結局通行税を取られてしまった、という話が『韓非子』に伝えられている。
『戦国策』では、斉の靖郭君田嬰の食客として登場し、斉の宣王と対話する。